# Sericopimpla lissa
Sericopimpla lissa là một loài tò vò trong họ Ichneumonidae.